# Australian Flying Corps

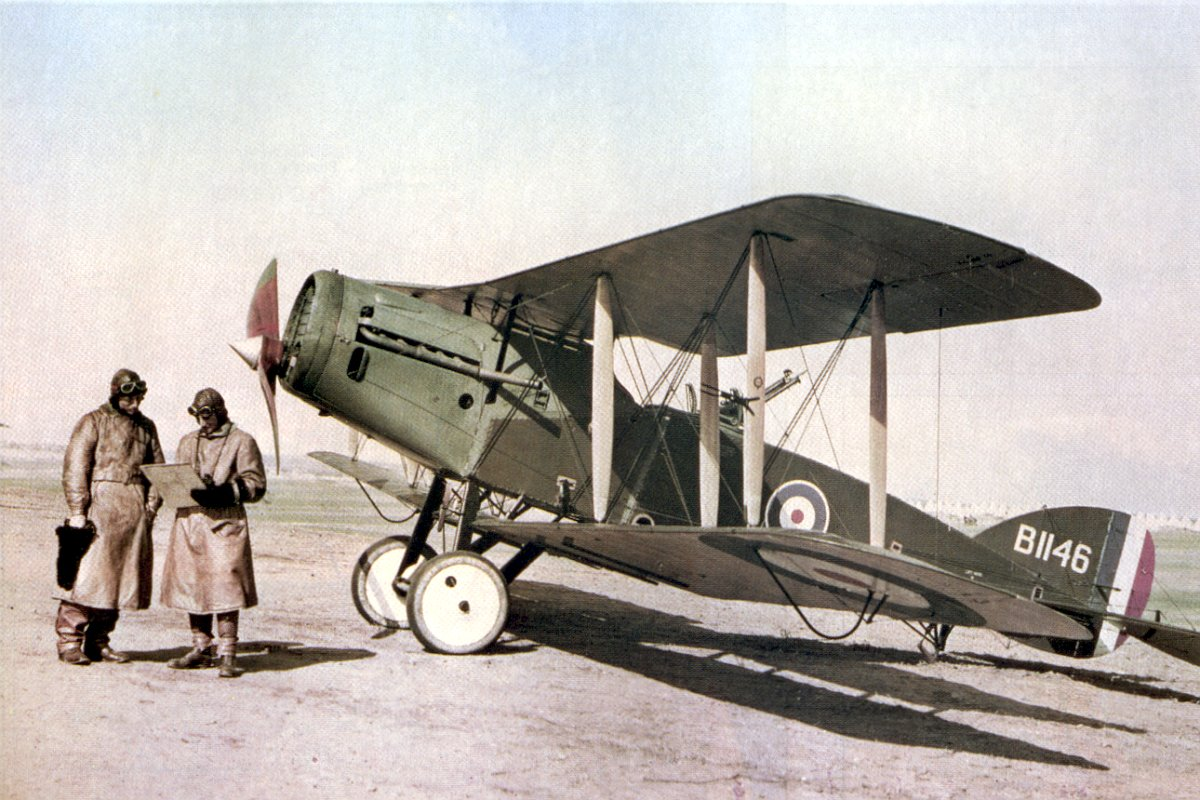
Ross Smith (links) mit der Bristol F. 2B Fighter, einem Jagdflugzeug, in Palästina im Februar 1918

Das Australian Flying Corps wurde am 22. Oktober 1912 mit fünf Flugzeugen gegründet. Diese militärische Organisation war der Vorläufer der Royal Australian Air Force (RAAF), der heutigen Luftstreitkräfte des Commonwealth of Australia, und die zweite Luftstreitkraft im britischen Commonwealth nach der Royal Air Force.
Die Militärfliegerei in Australien begann am 7. und 8. Januar 1901 in Sydney mit ersten Flügen der Royal Engineer Balloon Section (Ballon-Einheit), es vergingen jedoch noch einige Jahre, bis den Behörden Ende 1910 Pläne für ein australisches Luftfahrtkorps vorlagen. Die endgültige Genehmigung zur Gründung des Australian Flying Corps wurde am 22. Oktober 1912 im Militärbefehl Nr. 570 erteilt. Es wurden Bestellungen für fünf Flugzeuge, zwei B.E.2a, zwei Deperdussin und eine Bristol Boxkite aufgegeben, um die neuen Luftstreitkräfte auszustatten.
Um die Ausbildung der Piloten sicherzustellen, gab das Militär am 7. März 1913 den Auftrag am Point Cook in Victoria eine Flugschule zu errichten, die am 17. August 1914 ihren Schulungsbetrieb mit zwei Fluglehrern und vier Flugschülern aufnahm.
Am 8. Februar 1915 rief die Regierung von Indien die australische Regierung um Unterstützung im Mesopotamienkonflikt (Irak) an. Die australische Regierung konnte in diesem Konflikt lediglich Flugpersonal abstellen, aber keine der raren Flugmaschinen. Die von Indien gestellten Farman-Maschinen waren für das Wüstenklima nur bedingt geeignet und benötigten günstige Winde, um zur Ausgangsbasis zurückkehren zu können. Deshalb wird dieser Einsatz in Australien «Mesopotamian Half-Flight» genannt. Das Half-Flight-Kommando sollte Erkundungs- und Sabotagemissionen durchführen. Bis 1916 waren vier der fünf Maschinen in deutsche Hände gefallen, und der Half-Flight-Einsatz abgebrochen. Der Kommandant des Einsatzes, Henry Petre, wurde in die No. 1 Squadron nach Ägypten beordert.
Für Australien nahmen am Ersten Weltkrieg vier Staffeln (Squadrons) teil, wobei die No. 1 Squadron gegen die Türken und Deutschen im Nahen Osten eingesetzt wurde, während die anderen Staffeln an der Westfront von September 1917 bis zum November 1918 an Luftkämpfen teilnahmen. Eingesetzt wurden von den Australiern unterschiedliche Flugzeugtypen zur Feindaufklärung, Artilleriebekämpfung, Bombardierung und bei Luftkämpfen.
Australische Soldaten der Luftwaffe dienten nicht nur beim AFC, sondern auch beim Royal Flying Corps (RFC) und beim Royal Naval Air Service. Auch nach dem Ersten Weltkrieg bestand reger Austausch zwischen der britischen und der australischen Luftwaffe.
Leutnant F.H. McNamara von der No. 1 Squadron wurde als einziger australischer Pilot des Ersten Weltkriegs mit dem Victoria-Kreuz, der höchsten militärische Auszeichnung des Commonwealth, ausgezeichnet. Die meisten Luftkämpfe gewannen Robert A. Little und Roderic Dallas mit 47 bzw. 39 Luftsiegen, beide starben im Einsatz. Der beste überlebende Pilot war der 24 Jahre alte Hauptmann A.H. Cobby von der No. 4 Squadron, der 29 Luftsiege verzeichnete. Der Australier Richard Williams kommandierte die Royal Air Force Wing und trieb nach dem Krieg den Aufbau der RAAF voran. Er kommandierte die australische Luftwaffe von 1920 bis 1937, zuletzt als Air Marshal. Auch seine Nachfolger Vice Air Marshal Stanley Goble (Kommandant von 1937 bis 1940) und Air Marshal George Jones (Kommandant 1942 bis 1952) hatten im AFC gedient.
Aus dem AFC und dem RFC gingen zahlreiche weitere Flugpioniere hervor, unter anderem Charles Kingsford Smith, Hudson Fysh und die Brüder Ross und Keith Smith, die Erstflüge im Mittleren Osten und den ersten Flug von London nach Darwin durchführten. Auch Henry Wrigley und Arthur Murphy, die von Point Cook bei Brisbane nach Darwin zur Begrüßung von Ross und Keith Smith den ersten transkontinentalen Flug in Australien durchführten, zählen dazu.